# 1561 Fricke
Az 1561 Fricke (ideiglenes jelöléssel 1941 CG) a Naprendszer kisbolygóövében található aszteroida. Karl Wilhelm Reinmuth fedezte fel 1941. február 15-én, Heidelbergben.